# توبی کورپوریشن
توبی کورپوریشن (انگلیسی: Tubi Corporation) یک پلت فرم مبنی بر خدمات رسانه‌ای بر فراز اینترنت آمریکایی و سرویس تلویزیون اینترنتی است که متعلق به شرکت فاکس کورپ  ، که در سال ۲۰۱۴ توسط فرهاد مسعودی و توماس آن هیکس تأسیس شد.